# Celia Johnson
Dame Celia Elizabeth Johnson, née le 18 décembre 1908 à Richmond et morte le 26 avril 1982 à Nettlebed, est une actrice de théâtre et de cinéma anglaise, connue surtout pour son rôle dans le film Brève Rencontre, sorti en 1945, dans lequel elle avait pour partenaire Trevor Howard et pour lequel elle reçut une nomination aux Oscars.

## Biographie
Celia Johnson est née à Richmond (Grand Londres). Elle suit d'abord les cours de la St Paul's Girls' School à Londres, puis des cours d'art dramatique à la Royal Academy of Dramatic Art, avant de débuter sur les planches dans une pièce de George Bernard Shaw, Major Barbara en 1928. Dès 1931, elle interprète le rôle d'Ophélie dans une production new-yorkaise de Hamlet. Ses rôles les plus célèbres furent, en 1936 celui d'Elizabeth Bennet dans la pièce d'Helen Jerome, Pride and Prejudice, A Sentimental Comedie in Three Acts, puis celui de la seconde madame de Winter dans Rebecca, une adaptation pour la scène du roman de Daphne du Maurier.
Plus fréquemment sur les planches que devant les caméras, elle tourne dans relativement peu de films, et, parmi ceux-ci, Brève Rencontre (Brief Encounter) est de loin le plus connu. Parmi les autres films notables auxquels elle a participé, on peut citer Ceux qui servent en mer (In Which We Serve, 1942), Capitaine Paradis (The Captain's Paradise, 1953), Heureux mortels (This Happy Breed, 1944), I Believe in You (1952) et Les Belles Années de Miss Brodie (The Prime of Miss Jean Brodie, 1969). Généralement, elle joue une Anglaise distinguée et/ou refoulée, mais elle a pu faire montre dans de nombreux rôles au théâtre d'un vaste talent de comédienne. Elle fut lauréate du prix BAFTA de la meilleure actrice dans un second rôle pour son interprétation de Miss McKay dans Les Belles Années de Miss Brodie (The Prime of Miss Jean Brodie).
En 1935, elle épouse l’explorateur et écrivain Peter Fleming, frère de Ian Fleming. Ils restent mariés jusqu’à la mort de Peter Fleming, en 1971. Ils ont eu trois enfants, dont l’actrice Lucy Fleming (née en 1947), qui connut un certain succès en jouant dans un feuilleton de science-fiction produit par la BBC dans les années 1970, Survivors. Une autre enfant, Kate Fleming, a consacré une biographie à sa mère et la troisième, Polly, est morte en 2004.
Elle est honorée de l'ordre de l'Empire britannique (CBE) en 1958, et élevée au rang de dame commandeur (DBE) en 1981.
Elle meurt à son domicile de Nettlebed, dans l'Oxfordshire, des suites d’un accident vasculaire cérébral, le 26 avril 1982, à l’âge de 73 ans.

## Filmographie

### Au cinéma
- 1941 : A Letter from Home de Carol Reed : une mère anglaise
- 1942 : Ceux qui servent en mer (In Which We Serve) de Noel Coward et David Lean : Mrs. Kinross/ Alix
- 1943 : Dear Octopus de Harold French : Cynthia
- 1944 : Heureux Mortels (This Happy Breed) de David Lean : Ethel Gibbons
- 1945 : Brève Rencontre (Brief Encounter) de David Lean : Laura Jesson
- 1949 : Égarements (The Astonished Heart) de Antony Darnborough et Terence Fisher : Barbara Faber
- 1952 : I Believe in You de Basil Dearden et Michael Relph : Matty Matheson
- 1952 : The Holly and the Ivy de George More O'Ferrall : Jenny Gregory
- 1953 : Capitaine Paradis (The Captain's Paradise) d'Anthony Kimmins : Maud St. James
- 1955 : L'Enfant et la Licorne (A Kid for Two Farthings) de Carol Reed : Joanna
- 1957 : The Good Companions (en) de J. Lee Thompson : Miss Trant
- 1969 : Les Belles Années de Miss Brodie (The Prime of Miss Jean Brodie) de Ronald Neame : Miss Mackay

### À la télévision
- 1978 : Les Misérables (Les Miserables) de Glenn Jordan